# Kanive Kaval, Arkalgud
Kanive Kaval là một làng thuộc tehsil Arkalgud, huyện Hassan, bang Karnataka, Ấn Độ.